# Mònica Randall
Aurora Julià i Sarasa, més coneguda pel nom artístic de Mònica Randall, (Barcelona, 18 de novembre de 1942) és una presentadora i actriu de cinema, teatre i televisió catalana.
Va participar en més de 40 films, però sobretot se la recorda per interpretar Mercè a L'escopeta nacional del 1978 de Luis García Berlanga. Es va retirar del cinema el 2003 perquè considerava que sempre li feien fer el mateix paper de senyora elegant irascible.

## Recorregut artístic

### Cinema
- 1963. La Revoltosa. Director: José Díaz Morales
- 1965. Los dos paracaidistas. Director: Lucio Fulci
- 1965. Flor salvaje. Director: Javier Setó
- 1965. Dos cosmonautas a la fuerza. Director: Lucio Fulci
- 1965. Dos caraduras en Texas. Director: Michele Lupo
- 1965. Muerte en primavera. Director: Miquel Iglesias
- 1965. Sangre sobre Texas. Director: Alberto de Martino
- 1965. Los héroes del Oeste. Director: Steno
- 1965. El séptimo de caballería. Director: Alberto de Martino
- 1966. Agente End. Director: Mino Guerrini
- 1966. Héroes a la fuerza. Director: Bruno Corbucci
- 1966. Z-7, operación Rembrandt. Director: Giancarlo Romitelli
- 1966. Superargo, el hombre enmascarado. Director: Nick Nostro
- 1966. Tormenta sobre el Pacífico. Directors: Sergio Bergonzelli, Roy Rowland
- 1966. Los cinco de la venganza. Director: Aldo Florio
- 1966. El tigre de los siete mares. Directors: Sergio Bergonzelli, Roy Rowland
- 1967. El hombre del puño de oro. Director: Jaime Jesús Balcázar
- 1967. Entre las redes. Director: Riccardo Freda
- 1967. Destino: Estambul 68. Director: Miquel Iglesias
- 1967. Los profesionales de la muerte. Director: Nando Cicero
- 1968. La hora del coraje. Director: Umberto Lenzi
- 1968. Crónica de un atraco. Director: Jaime Jesús Balcázar
- 1968. Junio 44: desembarcaremos en Normandía. Director: León Klimovsky
- 1968. La Revoltosa. Director: Juan de Orduña
- 1968. Cristina Guzmán. Director: Luis César Amadori
- 1969. Las amigas. Director: Pedro Lazaga
- 1969. Un adulterio decente. Director: Rafael Gil
- 1969. Verano 70. Director: Pedro Lazaga
- 1969. Abuelo made in Spain. Director: Pedro Lazaga
- 1970. De profesión, sus labores. Director: Javier Aguirre
- 1970. El abominable hombre de la Costa del Sol. Director: Pedro Lazaga
- 1971. El corsario negro. Director: Lorenzo Gicca Palli
- 1971. Sol Rojo. Director: Terence Young
- 1972. ¡Qué noche de bodas, chicas!. Director: Fernando Merino
- 1972. El monte de las brujas. Director: Raúl Artigot
- 1972. Pisito de solteras. Director: Fernando Merino
- 1972. Guapo heredero busca esposa. Director: Luis María Delgado
- 1972. Mi querida señorita. Director: Jaime de Armiñán
- 1973. Las juergas de 'El Señorito. Director: Alfons Balcázar
- 1974. Un hombre como los demás. Director: Pedro Masó
- 1974. Una cuerda al amanecer. Director: Manuel Esteba
- 1974. Matrimonio al desnudo. Director: Ramón Fernández
- 1974. El chulo. Director: Pedro Lazaga
- 1974. Proceso a Jesús. Director: José Luis Sáenz de Heredia
- 1975. La cruz del diablo. Director: John Gilling
- 1975. El libro de buen amor. Director: Tomás Aznar
- 1975. Virilidad española. Director: Francisco Lara Polop
- 1975. Furia española. Director: Francesc Betriu
- 1976. Más allá del deseo. Director: José Antonio Nieves Conde
- 1976. Volvoreta. Director: José Antonio Nieves Conde
- 1976. Deseo. Director: Alfonso Balcázar
- 1976. Tatuaje, primera aventura de Pepe Carvalho. Director: Bigas Luna
- 1976. Retrato de familia. Director: Antonio Giménez-Rico
- 1976. Inquisición. Director: Paul Naschy
- 1976. Cría cuervos. Director: Carlos Saura
- 1977. Tres días de noviembre. Director: León Klimovsky
- 1977. Hasta que el matrimonio nos separe. Director: Pedro Lazaga
- 1978. Ángel negro. Director: Tulio Demicheli
- 1978. Réquiem por un empleado. Director: Fernando Merino
- 1978. Així com ets. Director: Alberto Lattuada
- 1978. L'escopeta nacional. Director: Luis García Berlanga
- 1980. Él y él. Director: Eduardo Manzanos Brochero
- 1980. Morir de miedo. Director: Juan José Porto
- 1980. El divorcio que viene. Director: Pedro Masó
- 1984. Una rosa al viento. Director: Miguel Iglesias
- 1984. Últimas tardes con Teresa. Director: Gonzalo Herralde
- 1987. Calé. Director: Carlos Serrano
- 1987. Mi general. Director: Jaime de Armiñán
- 1991. Catorce estaciones. Director: Antonio Giménez Rico
- 1993. Todos a la cárcel. Director: Luis García Berlanga
- 2001. Sagitario. Director: Vicente Molina Foix
- 2001. La biblia negra. Director: David Pujol
- 2003. Tiempo de tormenta. Director: Pedro Olea

### Teatre
- 1963. En el paper de Mariana (constava encara amb el seu nom real: Aurora Julià) a l'obra La alegría de vivir, original d'Alfonso Paso. Estrenada al teatre Candilejas de Barcelona.
- 1963. En el paper de Silvia (constava encara amb el seu nom real: Aurora Julià) a l'obra Los intereses creados, original de Jacinto Benavente. Representada al teatre Windsor de Barcelona, per la companyia de l'Alejandro Ulloa.[5]
- 1974. Quédate a desayunar (només la veu), original de Ray Cooney i Gene Stone. Representada al teatre Moratín de Barcelona.
- 2009. Una comèdia espanyola, original de Yasmina Reza. Estrenada al Teatre Nacional de Catalunya.